# Kbel (okres Kolín)
Kbel je obec ležící v okrese Kolín asi šest kilometrů jihozápadně od Kolína ve Středočeském kraji. Žije zde 218 obyvatel a jejich katastrální území má rozlohu 202 ha. V roce 2011 zde bylo evidováno 96 adres. Součástí obce je i vesnice Kbílek.
Kbel leží v katastrálním území Kbel u Ratboře o rozloze 2,02 km2.

## Historie
První písemná zmínka o obci pochází z roku 1295 za Parduse z Kbelu. Během 14. a počátkem 15. století byla rozdělena mezi mnoho majitelů, teprve roku 1436 spojil všechny části do vlastní državy Mikuláš Kasalický. Tvrz je písemně doložena až v roce 1491, kdy ji spolu se vsí koupil kutnohorský měšťan Bartoš z Prachňan. Jeho potomci vlastnili Kbel až do konce 16. století. Mezi nejvýznamnější držitele z tohoto rodu patřil bezesporu Mikuláš Dačický z Heslova, který na tvrzi sídlil v letech 1556–1596. V následujících letech se v držení Kbelu vystřídali Voděradští z Hrušova, Hlaváčové z Vojenic a Hostačovští z Petrovic. V roce 1634 byla ves s tvrzí vydrancována saským vojskem a zanikla.
Ves a poplužní dvůr obnovil v roce 1664 Jan Bedřich z Trautmannsdorfu a připojil ji k panství Červené Pečky. V roce 1739 koupil Kbel Jan Karel Náchodský z Neudorfu, který nechal při dvoře, snad na místě zaniklé tvrze, vystavět nový barokní zámek. Náchodští sídlili na zámku do roku 1876, kdy ho i s panstvím prodali majiteli ratibořského velkostatku Janu Frauenbergovi. Jeho potomkům patřil až do roku 1950, kdy jim byl zabaven státem a sloužil jako byty státního statku. V 60. letech 20. století byl zámek ještě opraven, poté však přestal být udržován a v roce 1983 byl pro zchátralost zbořen.

### Územněsprávní začlenění
Dějiny územněsprávního začleňování zahrnují období od roku 1850 do současnosti. V chronologickém přehledu je uvedena územně administrativní příslušnost obce v roce, kdy ke změně došlo:
- 1850 země česká, kraj Pardubice, politický i soudní okres Kolín[6]
- 1855 země česká, kraj Čáslav, soudní okres Kolín
- 1868 země česká, politický i soudní okres Kolín
- 1939 země česká, Oberlandrat Kolín, politický i soudní okres Kolín[7]
- 1942 země česká, Oberlandrat Praha, politický i soudní okres Kolín[8]
- 1945 země česká, správní i soudní okres Kolín[9]
- 1949 Pražský kraj, okres Kolín[10]
- 1960 Středočeský kraj, okres Kolín
- 2003 Středočeský kraj, obec s rozšířenou působností Kolín

### Rok 1932
Ve vsi Kbel (přísl. Kbílek, 561 obyvatel) byly v roce 1932 evidovány tyto živnosti a obchody: bednář, 2 hostince, kolář, 2 obuvníci, 11 rolníků, řezník, 3 obchody se smíšeným zbožím, trafika, velkostatkář Bohuš Frauenberg.

## Pamětihodnosti
- Kostel Nanebevzetí Panny Marie je gotický kostel vystavěný na počátku 14. století, podle nalezených dokumentů nákladem vladyků z okolí; například Parduse ze Kbelu (doložen 1295), Oldřicha z Velimi nebo Maršíka a Rudolta z Radovesnice. Po poškození švédskými vojsky v roce 1634 byl kostel opraven renesančně v letech 1664–1666 nákladem Hanuše Fridricha z Trauttmansdorffu. V roce 1874 kostel silně poničil požár, při kterém také shořel vzácný barokní oltář s obrazem od Petra Brandla. Kostel byl v letech 1885–1886 velmi necitlivě opraven v pseudogotickém stylu, přičemž došlo ke zničení mnoha středověkých památek. Protože ale nebyl v nadcházejícím období řádně udržován, postupně chátral. Před dalším chátráním byl ušetřen až poněkud amatérsky prováděnými opravami kolínských patriotů, bratrů Jana a Josefa Kamarýtovými.

- Barokní osmiboká zvonice, datována na trámoví 1686. Původně v ní visely tři zvony (největší z roku 1664 a dva menší z roku 1844 ulité v Kutné Hoře).[12][13]

- Křížek z roku 1874[14]

## Doprava
Dopravní síť
- Pozemní komunikace – Územím obce prochází silnice II/125 Kolín – Kbel – Uhlířské Janovice – Vlašim.

- Železnice – Železniční trať ani stanice na území obce nejsou. Nejbližší železniční stanicí je Ratboř ve vzdálenosti 2 km ležící na trati 014 z Kolína do Uhlířských Janovic.

Veřejná doprava 2011
- Autobusová doprava – Obcí vedly autobusové linky jedoucí do těchto cílů: Kolín, Uhlířské Janovice, Vlašim (dopravce ČSAD Benešov, a.s.), Kolín, Zásmuky (dopravce ČSAD POLKOST, s. r. o.), Kolín, Kořenice, Uhlířské Janovice, Zásmuky (dopravce Okresní autobusová doprava Kolín, s. r. o.).